# Rozhledna Pohjannaula
Rozhledna Pohjannaula nebo rozhledna finského přírodního centra Haltija, finsky Pohjannaula-torni nebo Näkötorni Pohjannaula a švédsky tornet Pohjannaula, je rozhledna v Solvalla nad jezerem Nuuksion Pitkäjärvi v Nuuksio v části Vanha-Espoo města Espoo v provincii Uusimaa v jižním Finsku.

## Další informace
Rozhledna Pohjannaula je součástí finského přírodního centra Haltia (Suomen luontokeskus Haltia) a byla postavena v roce 2013 a jejím architektem je Rainer Mahlamäki (* 1956). Dávní obyvatelé finska věřili, že obloha je držena sloupem spojeným se severním nebeským pólem nazývaným Pohjannaula. Na vrchol vede točité schodiště a na zastřešenévyhlídce je jednoduchá mechanická mapa hvězdné oblohy a jednoduché modely znázorňujícící planety sluneční soustavy. Rozhledna je postavena z oceli a dřeva. Vyhlídce směrem na jezero Nuuksion Pitkäjärvi je částečně bráněno vzrostlými stromy. Rozhledna je v otvírací době finského přírodního centra Haltia volně přístupná.

## Galerie

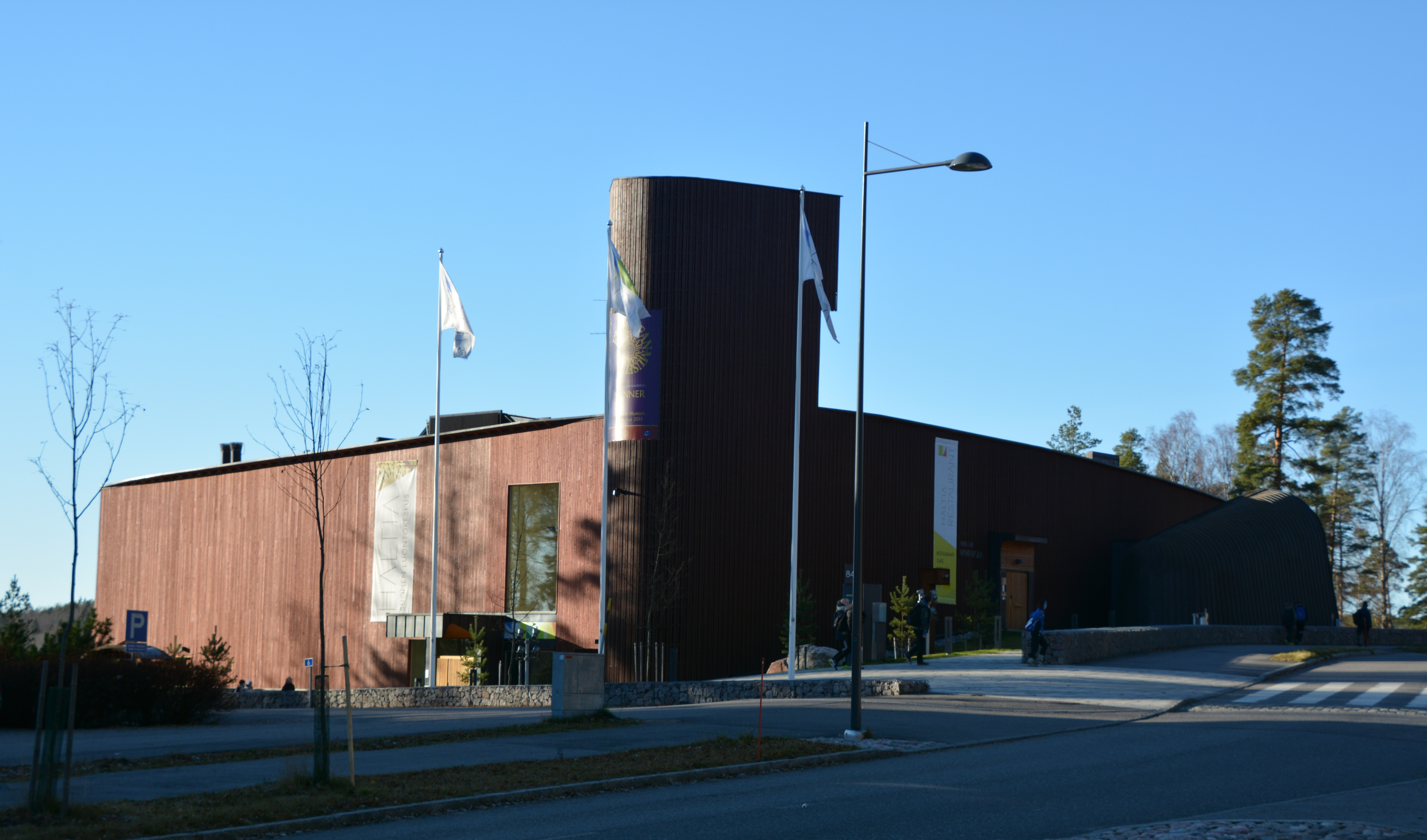
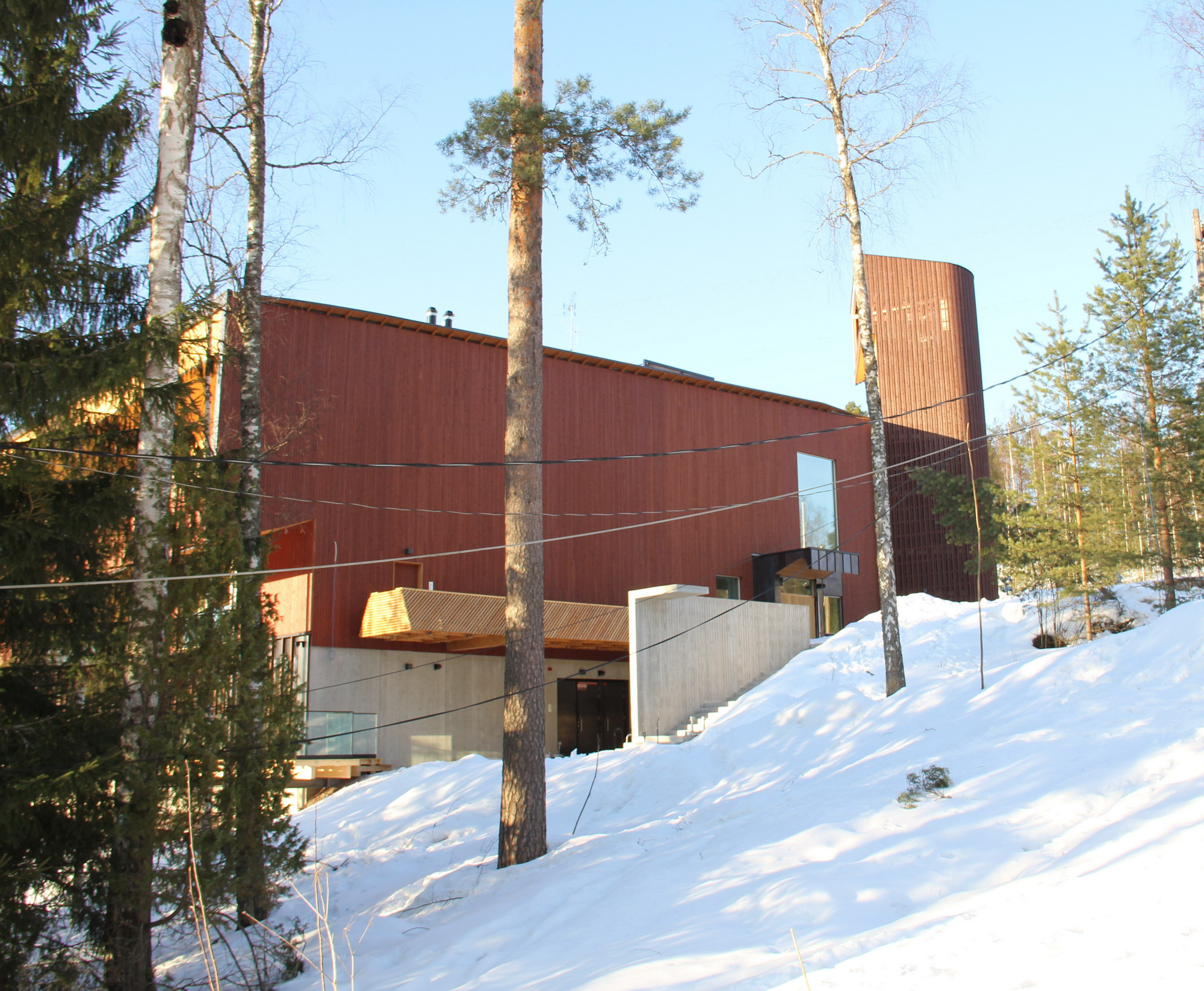
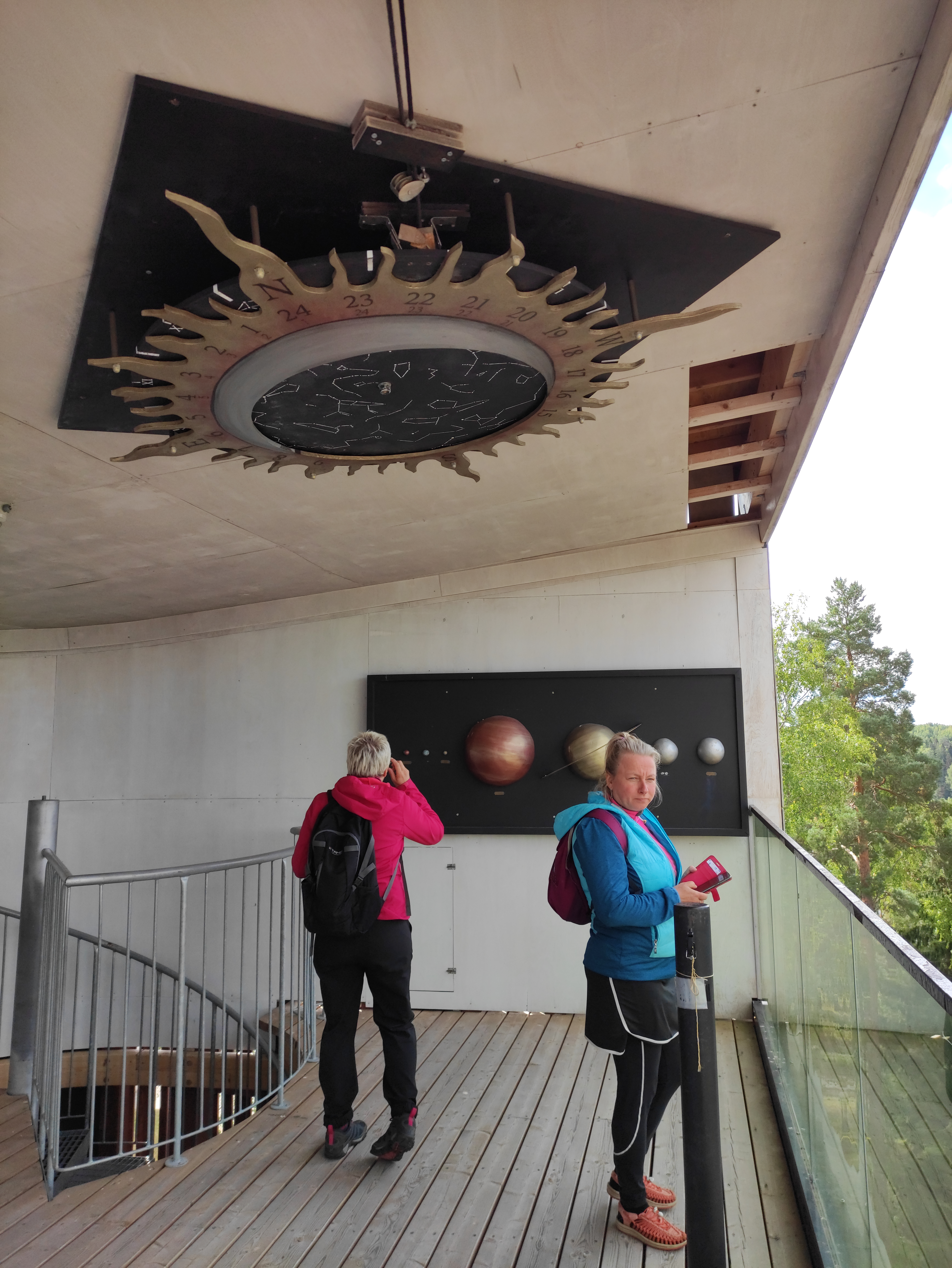
Vyhlídka
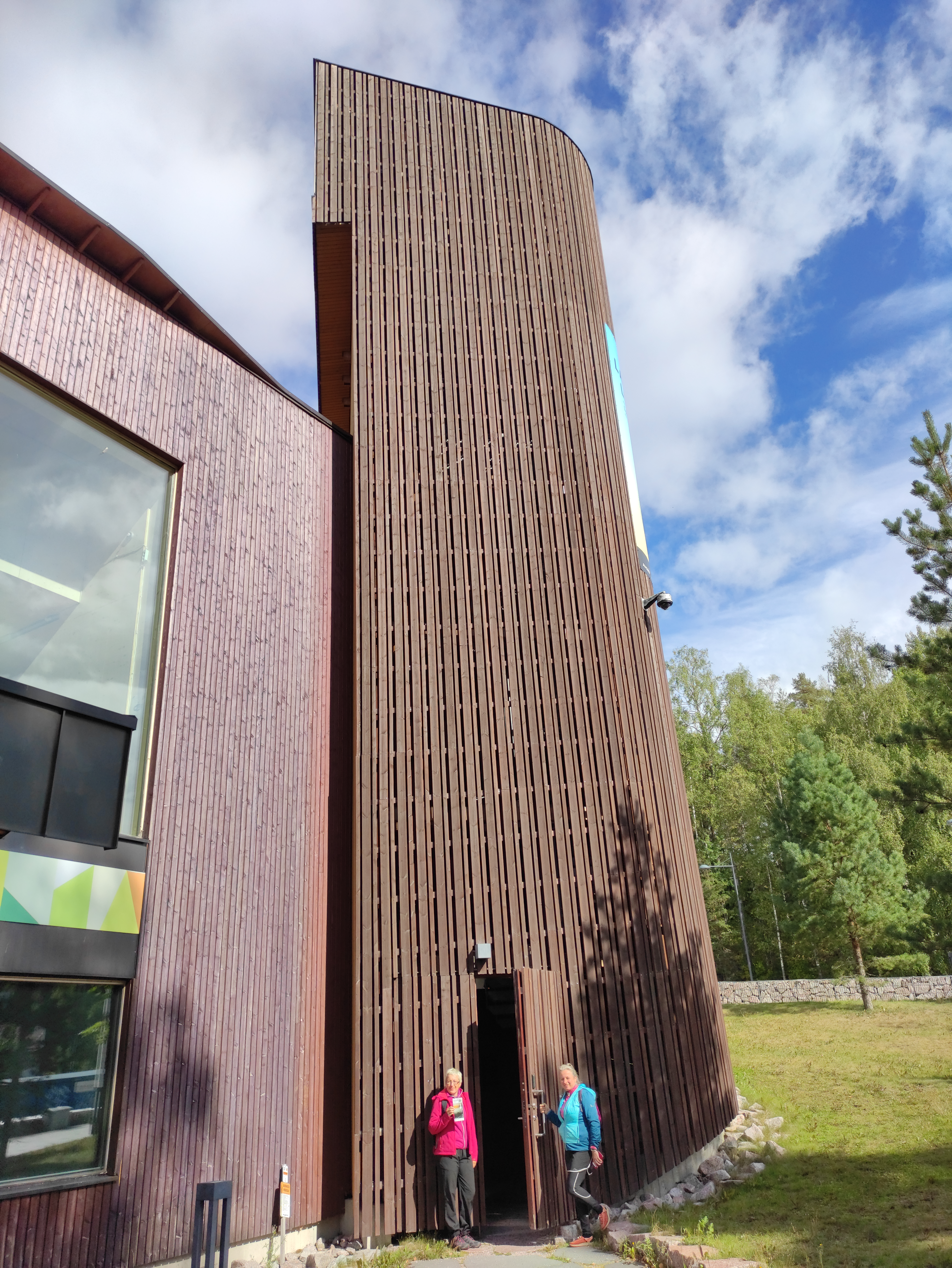
Vstup do rozhledny